# Горобців Микола
Микола Горобців (*1892, Нова Ушиця — † після 1936) — військовий, громадський діяч, просвітянин, інтендант 12-ї селянської дивізії, начальник інтендантської служби 3-ї Залізної дивізії; поручник Армії УНР. Нагороджений Хрестом Симона Петлюри.

## Біографія
Закінчив вищепочаткову школу (1907), 5-й клас Новоолександрівської приватної гімназії професора Шейміна, яку залишив через матеріальні нестатки. У 1911 готувався до здачі матурального іспиту в Петрограді, але через скруту довелося два роки пропрацювати на приватному підприємстві.
Вступив на Вищі торговельні курси професора Іванова-Чистякова (Петроград, 1913).
| “По закінченню академічного 1913/1914 року, не покидаючи курсів, виїхав від фірми яко ревізор-бухгалтер для створення філії в Сибіру і одержання більшої практики. Практику проходив в російському для зовнішньої торгівлі банку та фірмі “Зінгер із синами” в Томську і 1-му західносибірському товаристві “Портланд цемент”, де при запропонуванні високої як для слухача платні — 150 карбованців — залишився на службі з метою матеріального забезпечення і бути вільним для майбутніх студій”. |
Мобілізований до російської армії (1915).
Після закінчення військової школи (1916) призначений в один із полків Кавказького військового округу, звідки спрямований до офіцерської стрілецької школи.
Під час боїв на австро-угорському фронті потрапив у полон, де пробув до грудня 1918 року.
Повернувшись додому, «приступив до громадської праці (земство, земельна управа кооперативів і „Просвіта“)».
У січні 1919 року обраний «від новоушицької інтелігенції» на Всеукраїнський трудовий конгрес, але через хворобу не зміг виїхати.
Захворівши на тиф, лікувався вдома (жовтень 1919).
У 1920 добровільно приєднався до Армії УНР, ставши начальником інтендантської частини 3-ї Залізної дивізії.
У листопаді 1920 перейшов Збруч.
Зрештою, покинув табори та влаштувався помічником адміністратора «в одному великому маєтку» в Польщі (1923).
Нагороджений Хрестом Симона Петлюри.